# Fox Lake (Wisconsin)
Fox Lake is een plaats (city) in de Amerikaanse staat Wisconsin, en valt bestuurlijk gezien onder Dodge County.

## Demografie
Bij de volkstelling in 2000 werd het aantal inwoners vastgesteld op 1454. In 2006 is het aantal inwoners door het United States Census Bureau geschat op 1483, een stijging van 29 (2,0%).

## Geografie
Volgens het United States Census Bureau beslaat de plaats een oppervlakte van 3,9 km², waarvan 3,6 km² land en 0,3 km² water. Fox Lake ligt op ongeveer 280 m boven zeeniveau.

## Plaatsen in de nabije omgeving
De onderstaande figuur toont nabijgelegen plaatsen in een straal van 20 km rond Fox Lake.